# أسكان (طالقان)
أسكان هي قرية في مقاطعة طالقان، إيران. يقدر عدد سكانها بـ 78 نسمة بحسب إحصاء 2016.